# Gymnosteris nudicaulis
Gymnosteris nudicaulis là một loài thực vật có hoa trong họ Polemoniaceae. Loài này được (Hook. & Arn.) Greene mô tả khoa học đầu tiên năm 1898.

## Hình ảnh

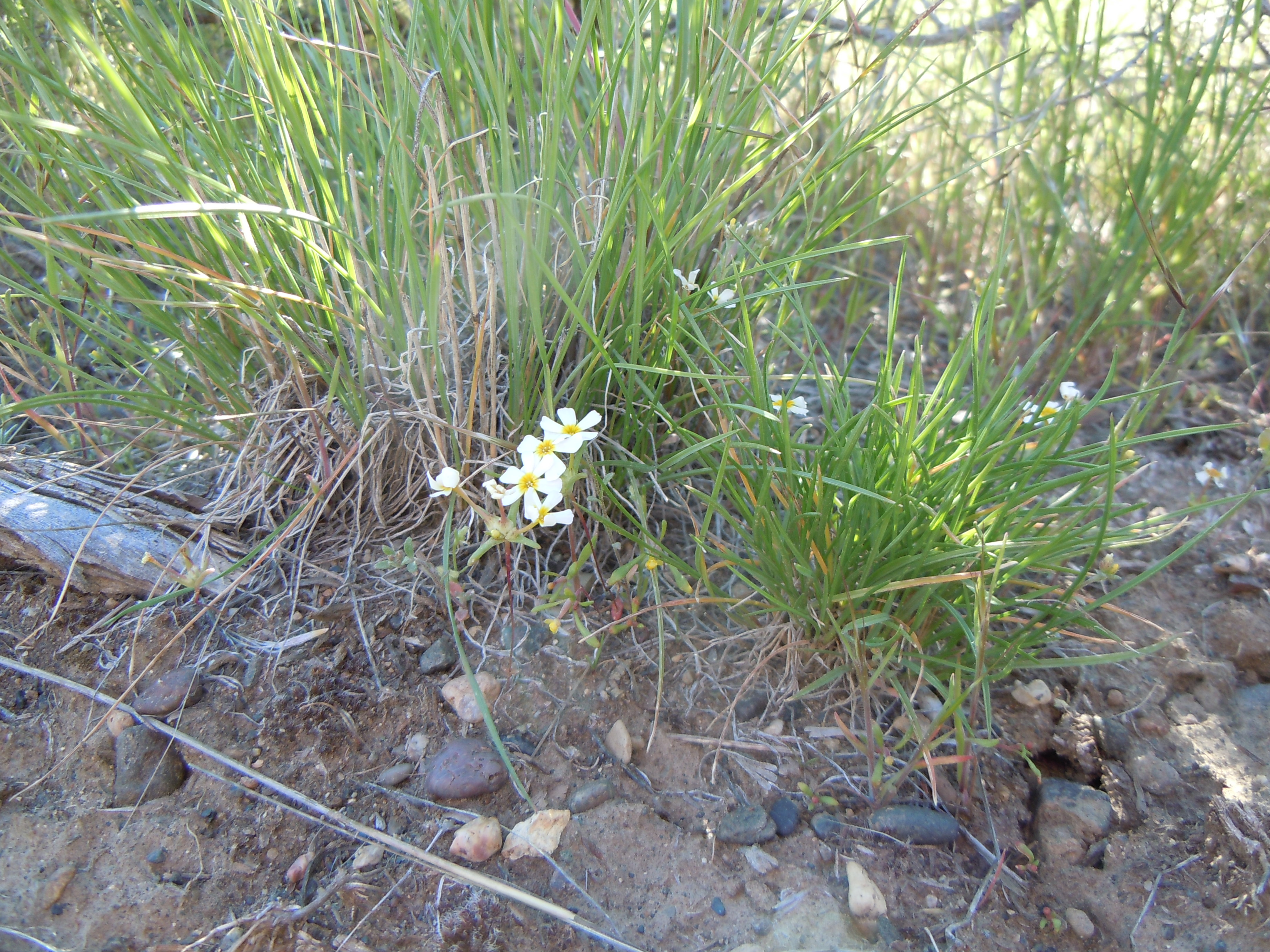
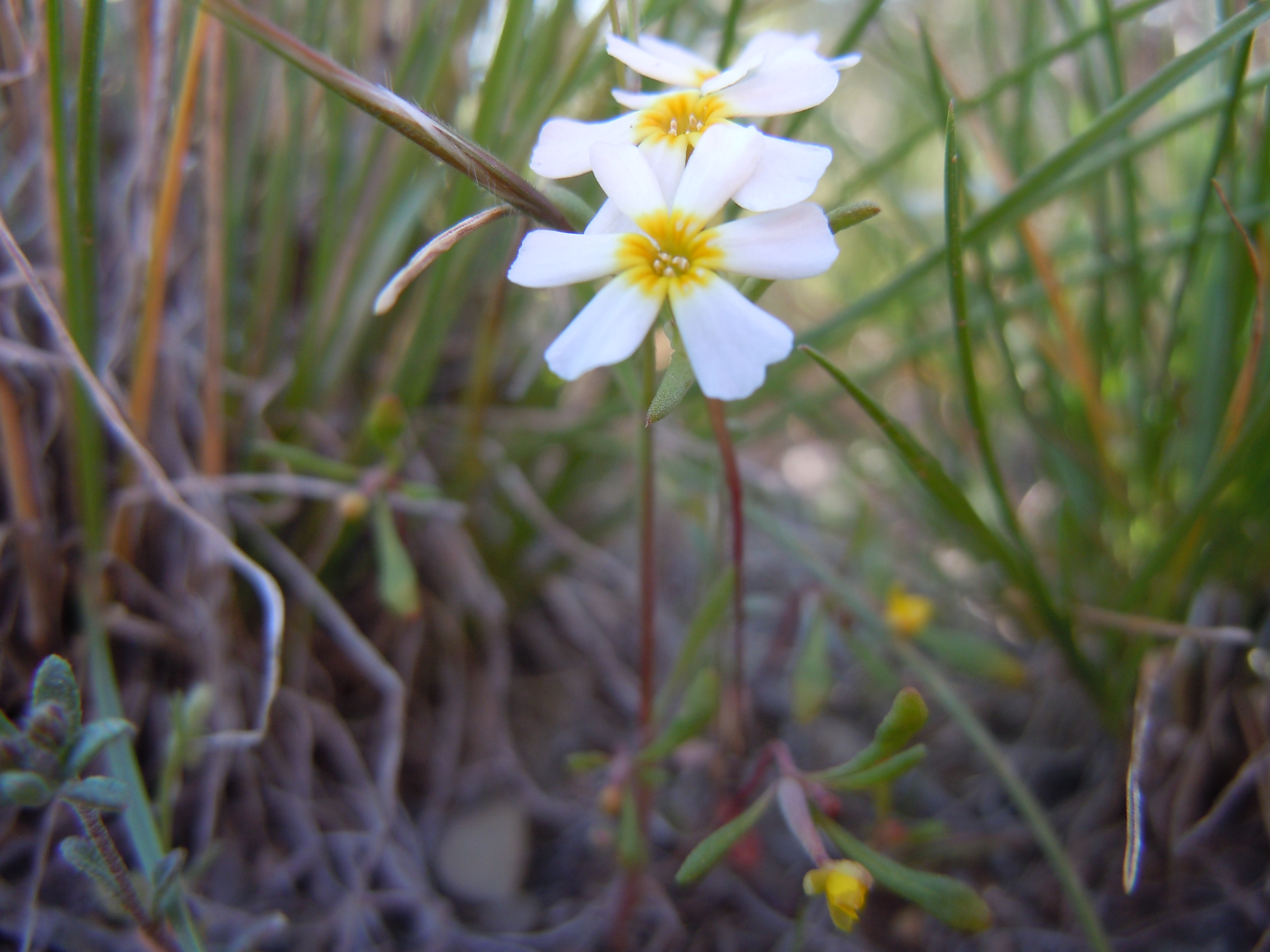
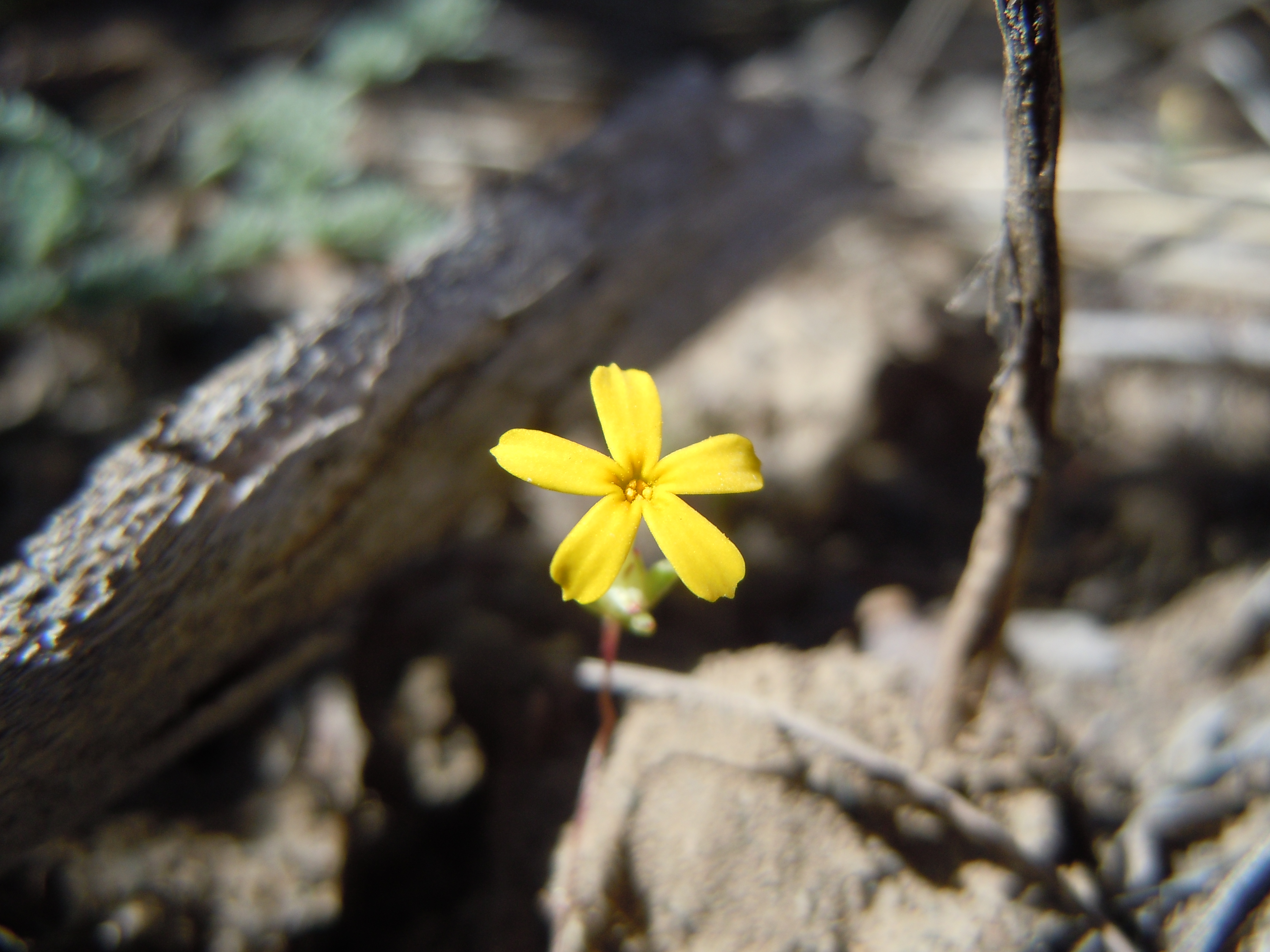
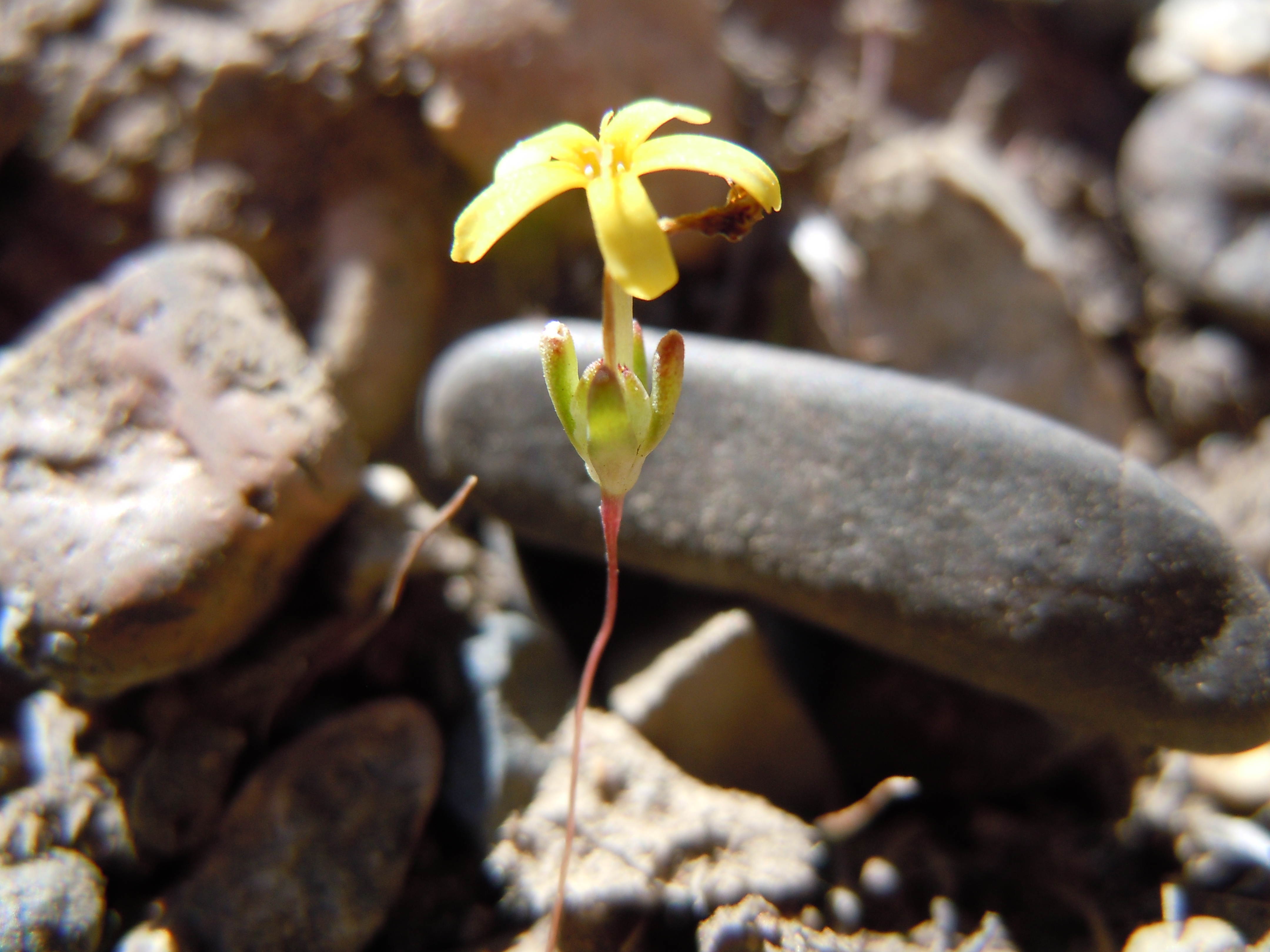